# Stanisław Moniuszko
Stanisław Moniuszko (5. května 1819, Ubiel u Minsku – 4. června 1872, Varšava) byl polský hudební skladatel narozený na území dnešního Běloruska, tehdy součásti Ruského impéria.

## Život
Moniuszko se narodil 5. května 1819 v Ubielu, nedaleko Minska, v dnešním Bělorusku do rodiny polsko-litevské venkovské šlechty. Matka, rozená Madziarská, měla polsko-maďarsko-arménské kořeny.
Stanisław začal hrát na klavír v roce 1827. O deset let později studoval skladbu a dirigování u Carla Friedricha Rungenhagena, ředitele Singakademie v Berlíně. Nečekaný úspěch mu přinesly některé z jeho prvních skladeb, Tři písně na slova polského národního básníka Adama Mickiewicze.
Po třech letech studia v Berlíně se vrátil do Polska, v roce 1840 se oženil s Aleksandrou Müllerovou a působil ve Vilně jako varhaník a soukromý učitel klavíru. Měl velmi početnou rodinu – deset dětí. Včetně služebnictva musel živit až 18 lidí. V této době se seznámil se spisovatelem Józefem Kraszewskim a dramatikem Aleksandrem Fredrem, kteří probudili Moniuszkův zájem o dramatická díla. V této době zkomponoval své první opery, církevní skladby i světské kantáty. Začal rovněž pracovat na sbírce písní s klavírním doprovodem určených pro domácí zpívání Śpiewnik domowy, která v průběhu let narostla na 12 svazků obsahujících 268 písní.
Moniuszko často cestoval do Petrohradu, kde byly jeho koncerty velmi dobře přijaty. Získal ocenění i přátelství předních ruských skladatelů té doby (Michail Ivanovič Glinka, Alexandr Sergejevič Dargomyžskij, Milij Alexejevič Balakirev, Modest Petrovič Musorgskij a Alexander Nikolajevič Serov). Byl učitelem Césara Kjuje. Pro další Moniuszkovu kariéru byla důležitá cesta do Varšavy v roce 1848, kde se seznámil s Jozefem Sikorskim, budoucím vydavatelem nejvýznamnějšího polského hudebního časopisu "Ruch Muzyczny" a básníkem Włodzimierzem Wolskim, libretistou Moniuszkovy nejznámější opery Halka.
V roce 1848 ve Vilně uvedl na scénu a řídil premiéru první (dvouaktové) verze své opery Halka. Trvalo deset let, než se politické klima uklidnilo natolik, aby bylo možné národní operu uvést znovu. Nová, čtyřaktová, verze opery měla premiéru ve Varšavě 1. ledna 1858 a byl to jednoznačný úspěch. Záhy byla uvedena v Praze (nastudoval a řídil Bedřich Smetana), v Moskvě a v Petrohradu, všude s velkým úspěchem.
Patrně i díky úspěchu opery byl Moniuszko 1. srpna téhož roku jmenován hlavním dirigentem polské opery Velkého divadla ve Varšavě. V této funkci působil 15 let a za tu dobu uvedl v divadle prakticky všechna svá díla. Od roku 1864 učil na Varšavské konzervatoři harmonni, kontrapunkt a skladbu a řídil školní sbor. Mezi jeho studenty byli např. skladatelé Zygmunt Noskowski a Henryk Jarecki.
V roce 1865 měla premiéru jeho opera Strašidelný zámek (Straszny dwór), která byla přijata se stejným nadšením jako Halka. Společným rysem Moniuszkových oper jsou libreta zobrazující polskou šlechtu a polské zvyky a tradice. V době národního obrození slovanských národu tak podporovaly vlastenecké cítění. Ač národností Polák, jako národní tvůrce je vnímán též v Bělorusku a částečně také v Litvě (vzhledem k existenci Polsko-litevské unie, zaniklé před jeho narozením, a díky jeho inspiraci v litevském folklóru).
Stanisław Moniuszko zemřel 4. června 1872 ve Varšavě na náhlé srdeční selhání a byl pohřben na hřbitově Powązki. Jeho pohřeb se stal národní událostí, jeho hudba se stala všeobecně uznávanou v Polsku a v Evropě byla přijímána jako projev „slovanské“ hudby.
Na jeho počest byla ve Vilně postavena busta na náměstí, které nese jeho jméno.

## Dílo

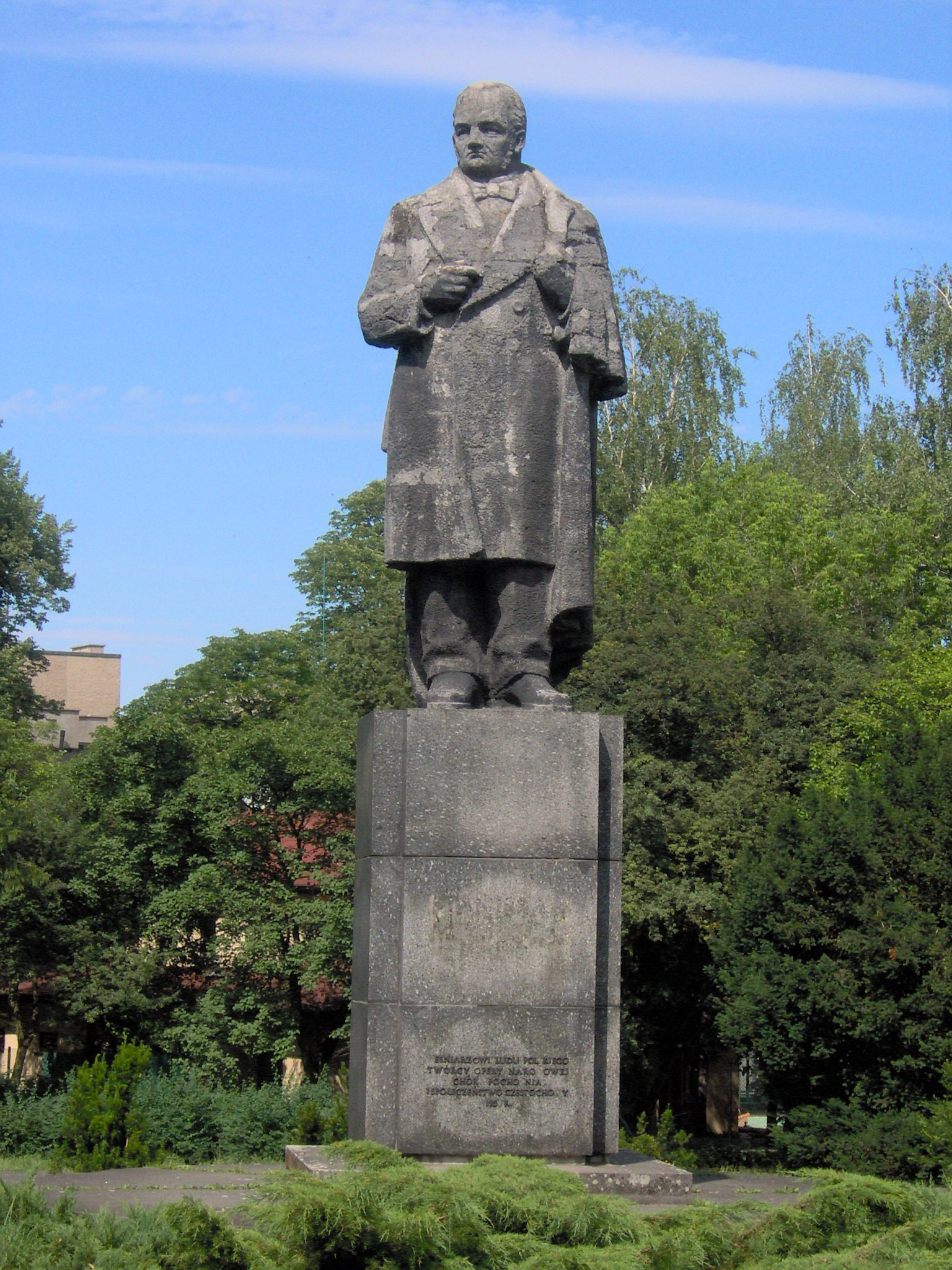
Pomník skladatele v Čenstochové.

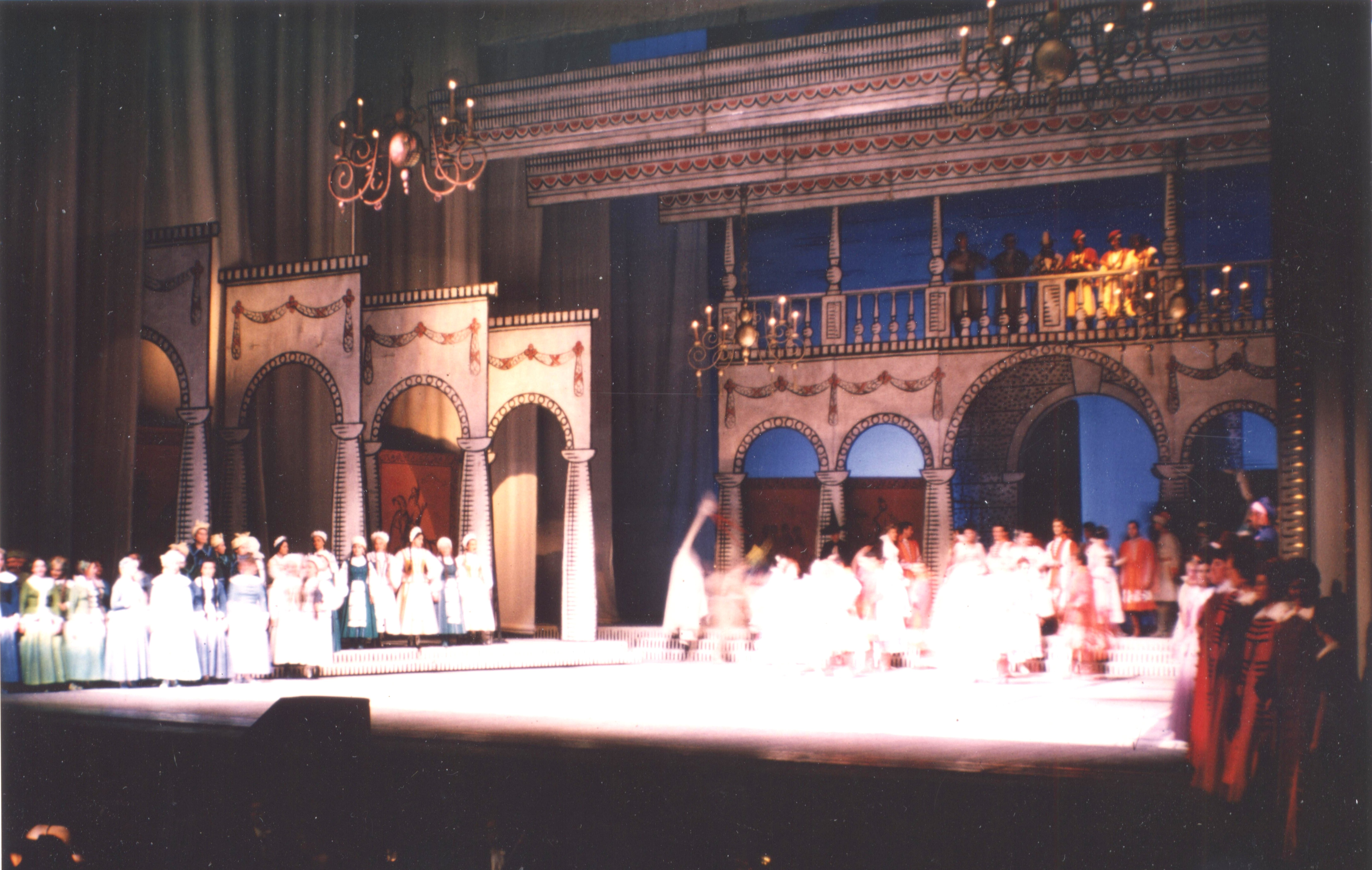
Strašidelný zámek ve varšavském Velkém divadle v roce 1966

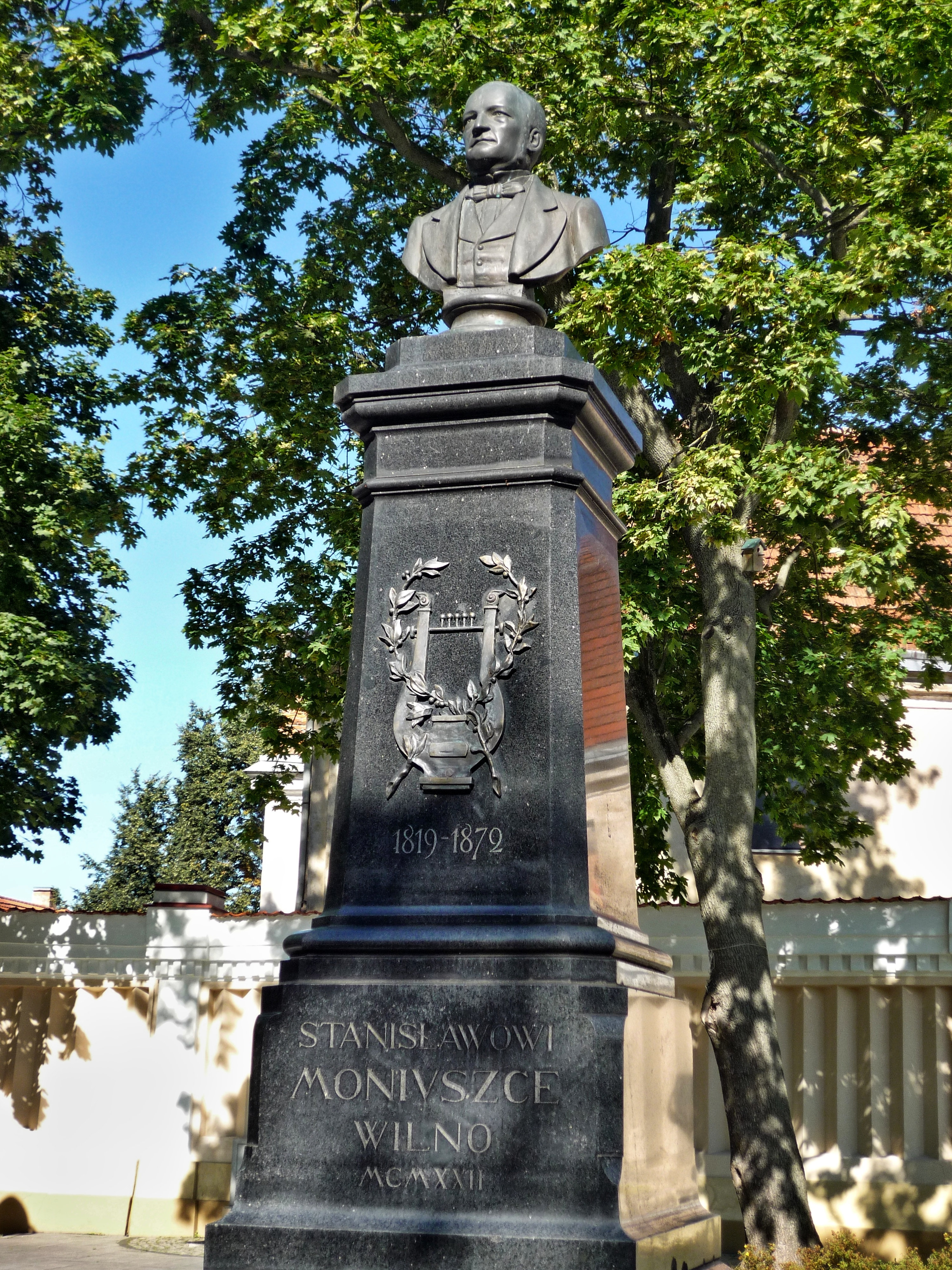
Pomník skladatele ve Vilně.

### Scénická díla
Opery
- Halka (libreto Włodzimierz Wolski na motivy povídky Kazimierze Wojcického, 1848, přepracovaná verze 1858)
- Sen Wieszcza (libreto Władysław Syrokomla, 1852-1853, nedokončeno)
- Flis (Vorař, libreto: Stanisław Bogusławski, 1858)
- Rokiczana (libreto: Józef Korzeniowski, 1858-1859, nedokončeno)
- Hrabina (Hraběnka, libreto Włodzimierz Wolski, 1859)
- Verbum nobile (libreto Jan Chęciński, 1861)
- Straszny dwór (Strašidelný zámek, libreto Jan Chęciński, 1865)
- Pária (libreto Jan Chęciński, 1868)
- Trea (libreto J. S. Jasiński, 1872, nedokončeno)

Balety
- Monte Christo (1865)
- Na kwaterunku (1868)
- Figle szatana (1870, rekonstruováno Rafała Augustynem roku 1984)

Operety
- Loteria (libreto: Oskar Korwin-Milewski, 1840)
- Żółta szlafmyca (libreto: Franciszek Zabłocki, 1841)
- Jawnuta ( libreto: W. L. Anczyc, 1850)
- Betty (libreto: Franciszek Szober, 1852)
- Beata (libreto: Jan Chęciński, 1870)
- Nocleg w Apeninach (libreto: Aleksander Fredro, 1839)
- Ideał (libreto: Oskar Korwin-Milewski, 1840)
- Karmaniol, czyli Francuzi lubią żartować (libreto: Oskar Korwin-Milewski, 1842)

### Vokální skladby
Kantáty
- Milda (text Józefa Ignac Kraszewski, 1848)
- Nijoła (text vlastní, 1848)
- Widma (text Adam Mickiewicz, 1852)
- Sonety krymskie (na slova 8 sonetů Adama Mickiewicze, 1867)
- Pani Twardowska (1869)
- Kurmine (nedokončeno)

Chrámová hudba
- Litanie ostrobramskie č. 1–4 (1843–1855)
- Polská mše e-moll (1855)
- Polská mše a-moll (1856)
- Latinská mše E-dur (1865)
- Latinská mše Des-dur (1870)
- Msza żałobna , g-moll (1871)
- Msza Piotrowińska, B-dur, (1872)

Písně
- Śpiewnik domowy (268 písní ve dvanácti svazcích, 6 svazků vydáno posmrtně)
- Ojcze z niebios, Boże Panie
- Dziad i baba
- Pieśń wieczorna
- Znasz-li ten kraj (2 verze)
- Trzech budrysów
- Prząśniczka
- Złota rybka
- Krakowiaczek
- Kozak
- Świtezianka
- Czaty
- Lirnik Wioskowy
- Pieśń wojenna (slova Józef Kościelski)
- Czarny krzyżyk (slova Brunon Bielawski)

### Symfonické skladby
- Koncertní předehry:
  - Bajka
  - Kain
- Vojenská ouvertura
- Scénická hudba k divadelním představením

### Komorní skladby
- Smyčcový kvartet č. 1, d-moll (1839)
- Smyčcový kvartet č. 2, F-dur (1840)
- Varhanní skladby na témata chrámových písní (1862)

Klavírní skladby
- Fraszki (2 svyzky, 1843)
- Nocturno As-dur (1846)
- Mazurka D-dur (1846)
- Šest polonéz (1846)
- Polka C-dur (1851)
- Polka "Daniel" (1852)
- Polka "Gabirela" (1855)
- Jarní polka (1860)
- Vilanelle B-dur (1851)
- Tři valčíky (1852)
- Svatební mazurka (1872)
- Kolysanka (Ukolébavka) D-dur (1872)
- Klavirní transkripce operních fragmentů a děl jiných autorů.